# Kirdasa
Kirdasa (arab. كرداسة) – miasto w Egipcie, w muhafazie Giza. W 2006 roku liczyło 69 317 mieszkańców.